# Tòa án Trọng tài Thể thao

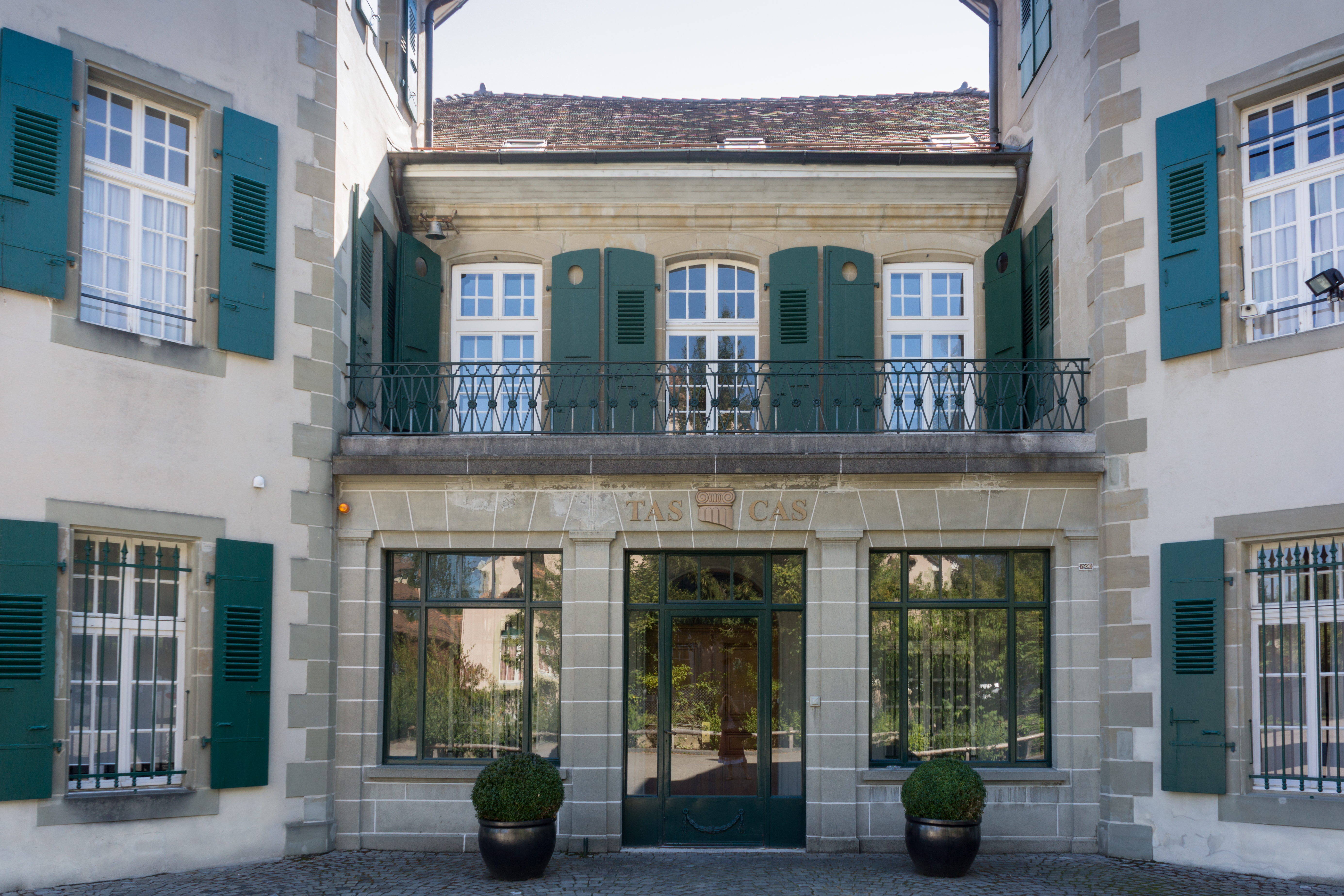
Lối vào của trụ sở Tòa án Trọng tài Thể thao, ở Lausanne, Thụy Sĩ

Tòa án Trọng tài Thể thao (CAS; tiếng Pháp: Tribunal arbitral du sport, TAS) là một cơ quan quốc tế được thành lập vào năm 1984 để giải quyết các tranh chấp liên quan đến thể thao thông qua trọng tài. Trụ sở chính của nó được đặt tại Lausanne, Thụy Sĩ và các tòa án của nó được đặt tại Thành phố New York, Sydney và Lausanne. Các tòa án tạm thời được thành lập tại các thành phố đăng cai Olympic hiện tại.
Hội đồng Trọng tài Thể thao Quốc tế (ICAS) được thành lập đồng thời và một chủ tịch duy nhất chủ trì cả hai cơ quan. ICAS, có 20 cá nhân thành viên, chịu trách nhiệm cấp vốn và báo cáo tài chính của CAS, và tổ chức này bổ nhiệm Tổng thư ký của CAS.

## Lịch sử
Với sự đan xen giữa thể thao và chính trị, cơ quan này ban đầu được chủ tịch Ủy ban Olympic Quốc tế (IOC) Juan Antonio Samaranch hình thành để giải quyết các tranh chấp phát sinh trong Thế vận hội. Nó được thành lập như một phần của IOC vào năm 1984.
Năm 1992, vụ kiện của Gundel kiện v. La Fédération Equestre Internationale được CAS quyết định, và sau đó được kháng cáo lên Tòa án Tối cao Liên bang Thụy Sĩ, thách thức tính công bằng của CAS. Tòa án Thụy Sĩ đã phán quyết rằng CAS là một tòa án trọng tài thực sự nhưng đã thu hút sự chú ý đến nhiều mối liên hệ giữa CAS và IOC.
Đáp lại, CAS đã trải qua những cải cách để làm cho chính nó độc lập hơn với IOC, cả về tổ chức và tài chính. Thay đổi quan trọng nhất do cải cách này là việc thành lập "Hội đồng trọng tài thể thao quốc tế" (ICAS) để giám sát hoạt động và tài chính của CAS, do đó thay thế IOC. Tính đến  năm 2004, hầu hết các trường hợp gần đây nhất được CAS xem xét đều xử lý các tranh chấp chuyển nhượng trong bóng đá hiệp hội chuyên nghiệp hoặc doping.
Tòa án Trọng tài Thể thao đang có kế hoạch chuyển trụ sở chính từ Château de Béthusy đến phần phía nam của Palais de Beaulieu (cả hai đều ở Lausanne).